# Elephantomyia (Elephantomyia) panamensis
Elephantomyia (Elephantomyia) panamensis is een tweevleugelige uit de familie steltmuggen (Limoniidae). De soort komt voor in het Neotropisch gebied.